# David Backes

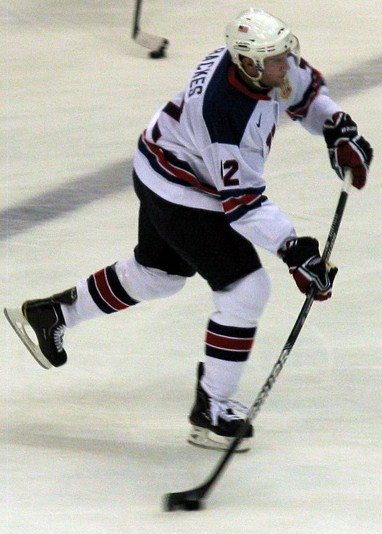
Backes na ZOH 2010 v kanadském Vancouveru.

David Anthony Backes (* 1. května 1984, Minneapolis, Minnesota) je bývalý americký hokejový útočník, který v severoamerické NHL odehrál téměř tisíc utkání, naposledy za tým Anaheim Ducks. V této soutěži hrál také za Boston Bruins a St. Louis Blues, jenž ho v roce 2003 draftovalo z 62. pozice, a kde po pět sezón plnil úlohu kapitána mužstva.

## Hráčská kariéra
Po draftu NHL v roce 2003, kde si ho vybral tým St. Louis Blues, hrál tři sezóny ve vysokoškolské lize Western Collegiate Hockey Association (WCHA), kde nastupoval za mužstvo Minnesota State. Okamžitě po svém tříletém působení ve vysokoškolské lize podepsal smlouvu s Blues, kteří ho poslali do farmářského týmu Peoria Rivermen v American Hockey League (AHL), kde odehrál 12 posledních zápasů v sezóně 2005/06.
Po jeho prvním soustředění s týmem Blues v září 2006 byl opět převelen do Peorie, kde také zůstal na začátku sezóny 2006/07. Několik měsíců po přípravném kempu byl povolaný vedením Blues, aby hrál 19. prosince 2006 svůj první zápas v National Hockey League (NHL) proti Pittsburghu Penguins. Hned po čtyřiceti čtyř sekundách od zahájení zápasů zaznamenal svůj první bod v NHL, když si připsal druhou asistenci na branku Douga Weighta. St. Louis zvítězilo v zápase výsledkem 4:1, zatímco Backes strávil v utkání 10 minut na ledě. V Následujícím utkání, o dva dny později, vstřelil Backes první branku v severoamerické soutěži, když v první třetině srovnával v duelu s Los Angeles Kings a bekhendovou střelou překonal brankáře Dana Cloutiera. Svou nováčkovskou sezónu dokončil s bilancí 23 bodů (10 branek a 13 asistencí) v 49 zápasech.
Dne 12. listopadu 2010 podepsal pětiletý kontrakt s vedením Blues, který mu přinesl celkem $22,5 miliónů dolarů a udržel ho v mužstvu až do sezóny 2015/16.
Během sezóny 2010/11 byl kapitán mužstva Eric Brewer vyměněn do Tampy Bay Lightning, takže vedoucí pozice mužstva byla uvolněna pro zbytek hráčů v týmu. Před začátkem nové sezóny 2011/12, 9. září 2011, byl Backes vybrán jako nástupce Brewera, čímž se stal 20. kapitánem v historii týmu.
Po deseti sezónách v organizaci Blues, plnící roli kapitána klubu po dobu 5 let, odešel Backes 1. července 2016 jako volný hráč do mužstva Boston Bruins, kde souhlasil s pětiletým kontraktem, který mu vynesl $30 milionů dolarů. Bruins jej během sezóny 2019/20 vyměnili do Anaheimu, kde odehrál ještě sezónu 2020/21 a po podepsání jednodenního kontraktu s Blues ukončil v září 2021 kariéru.

## Reprezentační kariéra
Dne 1. ledna 2010 byl Backes jmenován do týmu USA pro ZOH 2010 v kanadském Vancouveru, kde s mužstvem získal stříbrnou medaili, když ve finále turnaje podlehli Kanadě. Na turnaji zaznamenal 1 branku a 2 asistence v šesti zápasech
Callahan hrál za Spojené státy také na následujících zimních olympijských hrách v ruské Soči v roce 2014, ale po porážce 0:5 od Finska v zápase o bronz nezískal žádnou medaili. Útočník zaznamenal v šesti utkáních 3 góly a 1 asistenci, celkově tedy 4 kanadské body.
Dne 27. května 2016 ho v dodatečné nominaci John Tortorella doplnil na svou soupisku pro Světový pohár v ledním hokeji 2016 v Torontu.

## Klubové statistiky
| Sezona     | Klub                | Soutěž     | Základní část | Základní část | Základní část | Základní část | Základní část | Play off | Play off | Play off | Play off | Play off |
| Sezona     | Klub                | Soutěž     | Z             | G             | A             | B             | TM            | Z        | G        | A        | B        | TM       |
| ---------- | ------------------- | ---------- | ------------- | ------------- | ------------- | ------------- | ------------- | -------- | -------- | -------- | -------- | -------- |
| 2001/02    | Lincoln Stars       | USHL       | 30            | 11            | 10            | 21            | 54            | 3        | 0        | 0        | 0        | 2        |
| 2002/03    | Lincoln Stars       | USHL       | 57            | 28            | 41            | 69            | 126           | 7        | 4        | 1        | 5        | 17       |
| 2003/04    | Minnesota State     | WCHA       | 39            | 16            | 21            | 37            | 66            | —        | —        | —        | —        | —        |
| 2004/05    | Minnesota State     | WCHA       | 38            | 17            | 23            | 40            | 55            | —        | —        | —        | —        | —        |
| 2005/06    | Minnesota State     | WCHA       | 38            | 13            | 29            | 42            | 91            | —        | —        | —        | —        | —        |
| 2005/06    | Peoria Rivermen     | AHL        | 12            | 5             | 5             | 10            | 10            | 3        | 1        | 1        | 2        | 8        |
| 2006/07    | Peoria Rivermen     | AHL        | 31            | 10            | 3             | 13            | 47            | —        | —        | —        | —        | —        |
| 2006/07    | St. Louis Blues     | NHL        | 49            | 10            | 13            | 23            | 37            | —        | —        | —        | —        | —        |
| 2007/08    | St. Louis Blues     | NHL        | 72            | 13            | 18            | 31            | 99            | —        | —        | —        | —        | —        |
| 2008/09    | St. Louis Blues     | NHL        | 82            | 31            | 23            | 54            | 165           | 4        | 1        | 2        | 3        | 10       |
| 2009/10    | St. Louis Blues (A) | NHL        | 79            | 17            | 31            | 48            | 106           | —        | —        | —        | —        | —        |
| 2010/11    | St. Louis Blues (A) | NHL        | 82            | 31            | 31            | 62            | 93            | —        | —        | —        | —        | —        |
| 2011/12    | St. Louis Blues (C) | NHL        | 82            | 24            | 30            | 54            | 101           | 9        | 2        | 2        | 4        | 18       |
| 2012/13    | St. Louis Blues (C) | NHL        | 48            | 6             | 22            | 28            | 62            | 6        | 1        | 2        | 3        | 0        |
| 2013/14    | St. Louis Blues (C) | NHL        | 74            | 27            | 30            | 57            | 119           | 4        | 0        | 1        | 1        | 2        |
| 2014/15    | St. Louis Blues (C) | NHL        | 80            | 26            | 32            | 58            | 104           | 6        | 1        | 1        | 2        | 2        |
| 2015/16    | St. Louis Blues (C) | NHL        | 79            | 21            | 24            | 45            | 83            | 20       | 7        | 7        | 14       | 8        |
| 2016/17    | Boston Bruins (A)   | NHL        | 74            | 17            | 21            | 38            | 69            | 6        | 1        | 3        | 4        | 2        |
| 2017/18    | Boston Bruins (A)   | NHL        | 57            | 14            | 19            | 33            | 53            | 12       | 2        | 1        | 3        | 19       |
| 2018/19    | Boston Bruins (A)   | NHL        | 70            | 7             | 13            | 20            | 31            | 15       | 2        | 3        | 5        | 2        |
| 2019/20    | Boston Bruins (A)   | NHL        | 16            | 1             | 2             | 3             | 16            | —        | —        | —        | —        | —        |
| 2019/20    | Anaheim Ducks       | NHL        | 6             | 0             | 3             | 3             | 6             | —        | —        | —        | —        | —        |
| 2020/21    | Anaheim Ducks       | NHL        | 15            | 3             | 1             | 4             | 4             | —        | —        | —        | —        | —        |
| NHL celkem | NHL celkem          | NHL celkem | 965           | 248           | 313           | 561           | 1148          | 82       | 17       | 22       | 39       | 63       |

### Reprezentační statistiky
| 2007            | USA             | MS              | 5. místo         | 7  | 1 | 2  | 3  | 6  |
| 2008            | USA             | MS              | 6. místo         | 6  | 0 | 1  | 1  | 35 |
| 2009            | USA             | MS              | 4. místo         | 9  | 1 | 4  | 5  | 33 |
| 2010            | USA             | ZOH             | Stříbrná medaile | 6  | 1 | 2  | 3  | 2  |
| 2014            | USA             | ZOH             | 4. místo         | 6  | 3 | 1  | 4  | 6  |
| 2016            | USA             | SP              | 7. místo         | 2  | 0 | 0  | 0  | 0  |
| Senioři celkově | Senioři celkově | Senioři celkově | Senioři celkově  | 36 | 6 | 10 | 16 | 82 |

#### Profily
- David Backes – statistiky na Hockeydb.com (anglicky)
- David Backes – statistiky na Elite Prospects (anglicky)
- David Backes – statistiky na NHL.com